# Šalomounovy ostrovy na Letních olympijských hrách 2012
Šalomounovy ostrovy se účastnily Letní olympiády 2012. Zastupovali je 4 sportovci ve 3 sportech.

## Atletika
Šalomounovy ostrovy vybraly dva atlety na divokou kartu v běhu na 100 m, ani jednomu se však nepodařilo postoupit do hlavních závodů.
Pauline Kwalea i Chris Walasi se umístili až ve třetí desítce celkového pořadí.

## Judo
Tony Lomo získal divokou kartu na základě toho, že byl nejvýše hodnoceným judistou v Oceánii. V úvodním kole zvítězil nad Mosambičanem Neuso Sigauque, před branou čtvrtfinále ho ale porazil Francouz Sofiane Milous.

## Vzpírání
Jenly Tegu Wini se řádně kvalifikovala a skončila na 17. místě v kategorii žen do 57 kg.